# Пајнхерст (Масачусетс)
Пајнхерст (енгл. Pinehurst) насељено је место без административног статуса у америчкој савезној држави Масачусетс.

## Демографија
По попису из 2010. године број становника је 7.152, што је 211 (3,0%) становника више него 2000. године.
| Група             | 2000.         | 2010.         |
| Белци             | 6.537 (94,2%) | 6.250 (87,4%) |
| Афроамериканци    | 71 (1,0%)     | 92 (1,3%)     |
| Азијати           | 166 (2,4%)    | 538 (7,5%)    |
| Хиспаноамериканци | 90 (1,3%)     | 162 (2,3%)    |
| Укупно            | 6.941         | 7.152         |